# Marcus Strickland

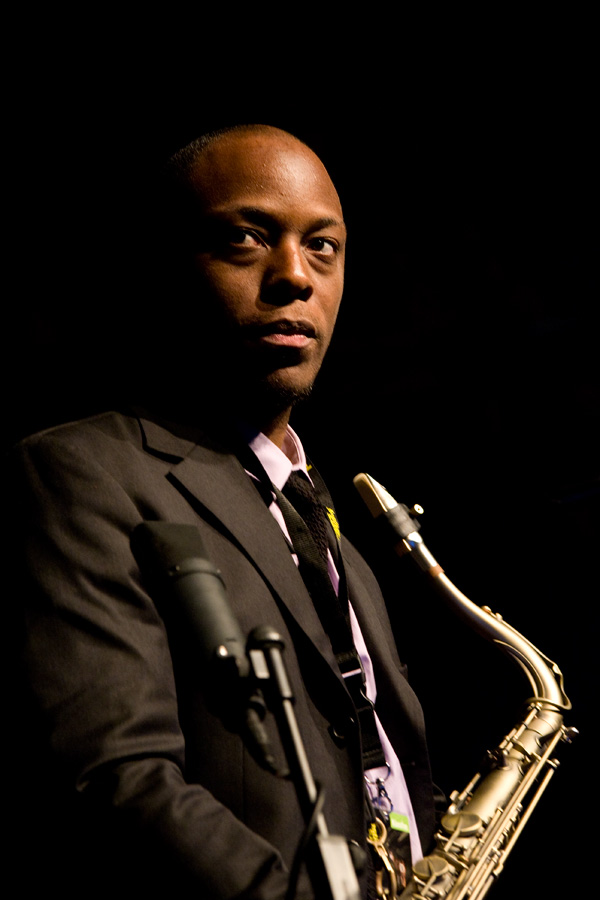
Marcus Strickland, moers festival 2011

Marcus Strickland (* 24. Februar 1979 in Gainesville (Florida)) ist ein US-amerikanischer Jazz-Saxophonist.
Strickland, Sohn eines Orchester-Schlagwerkers, wuchs in Miami auf. 1997 kam er nach New York, wo er Erfahrungen mit Bands wie The Carnegie Hall Big Band, The Mingus Band, The Village Vanguard Band, der Tom Harrell Big Band, der Milt Jackson Big Band, The Lincoln Center Jazz Orchestra und Reggie Workmans African American Legacy Band sammelte. Daneben arbeitete er mit Dave Douglas, Jeff Tain Watts, David Weiss und Michael Carvin und fünf Jahre mit dem Schlagzeuger Roy Haynes. Mit Haynes und Douglas nahm er zwei Grammy-nominierte Alben (Fountain of Youth und Keystone) auf.
2019 gehörte er der Band von Ben Williams an.
Strickland spielte beim Label Fresh Sound Records zwei Alben (At last und Brotherhood) ein, die Doppel-CD Twi-Life erschien bei seinem eigenen Label Strick Muzik. Auf allen Alben arbeitet er mit seinem Zwillingsbruder, dem Schlagzeuger E. J. Strickland (Enoch Jamal Strickland), zusammen.

## Diskographische Hinweise
- At Last  (Fresh Sound Records, 2001) mit E. J. Strickland, Robert Glasper, Brandon Owens
- Brotherhood (Fresh Sound, 2002) mit E. J. Strickland, Robert Glasper, Brandon Owens, Jeremy Pelt
- Twi-Life (2006) Disc 1 mit E. J. Strickland, Robert Glasper, Vicente Archer; Disc 2 mit E. J. Strickland, Lage Lund, Brad Jones
- Open Reel Deck (2007)
- Triumph of the Heavy Vol. 1 & 2 (Strick Muzik, 2011)
- Twi-Life - Nihil Novi (2016)
- People of the Sun (Blue Note Records/Revive Music, 2018)
- Christian McBride:  Christian McBride’s New Jawn (2018)
- The Universe’s Wildest Dream (2022)
- Christian McBride’s New Jawn: Prime (2023)